# Виана, Ренан
Рена́н Родри́гес Франси́ско Виа́на (порт.-браз. Renan Rodrigues Fonseca Viana; род. 31 января 2003) — бразильский футболист, нападающий клуба «Атлетико Паранаэнсе».

## Клубная карьера
Виана — воспитанник клубов «Атлетико Паранаэнсе».

## Международная карьера
В 2023 году в составе молодёжной сборной Бразилии Виана стал победителем молодёжного чемпионата Южной Америки в Колумбии. На турнире он сыграл в матчах против сборных Эквадора, Венесуэлы, Уругвая, Колумбии и Парагвая. 

## Достижения

### Командные
Сборная Бразилии (до 20 лет)
- Чемпион Южной Америки среди молодёжных команд: 2023